# Dusona kamrupa
Dusona kamrupa är en stekelart som först beskrevs av Gupta 1976.  Dusona kamrupa ingår i släktet Dusona och familjen brokparasitsteklar.